# Marta Lafuente
Marta Justina Lafuente (Paraguay, 16 marzo 1963 – Paraguay, 2 giugno 2022) è stata una politica e psicologa paraguaiana, dal 15 agosto 2013 al 5 maggio 2016 ministra dell'istruzione e della cultura del suo paese.

## Biografia
Marta Justina Lafuente nacque il 16 marzo del 1963 in Paraguay.
Studiò psicologia presso la Universidad Católica Nuestra Señora de la Asunción, in cui fu anche docente.
Il 15 agosto del 2013 assunse l'incarico di ministra dell'istruzione e della cultura del Paraguay nel gabinetto del presidente Horacio Cartes. Il 5 maggio del 2016, dopo quasi tre anni, annunciò le dimissioni a seguito di un'ampia denuncia e di mobilitazioni studentesche.
Morì il 2 giugno del 2022 in Paraguay.